# Туризм в Японии

Динамика роста интуристов в Японии с 2003 по 2017

Туризм в Японии — отрасль экономики Японии. В 2019-м году Япония привлекла 31,88 млн. международных туристов. В Японии 21 объект Всемирного наследия, включая замок Химэдзи, исторические памятники Киото и Нары. В докладе о конкурентоспособности туризма и путешествий 2017 года Япония заняла 4-е место из 141 стран, имея лучший показатель из стран Азии. Япония получила относительно высокие оценки почти во всех аспектах, особенно в области здравоохранения, гигиены, охраны и безопасности.

## История

### Внутренний туризм
Истоки ранних традиций посещения живописных мест неясны, но известно что одной из ранних экскурсий была поездка поэта Мацуо Басё в 1689-м году на тогдашний «крайний север» Японии, которая произошла вскоре после того, как философ Хаяси Радзан классифицировал три знаменитых пейзажа Японии в 1643 году. Во время периода Эдо (приблизительно с 1600 года до реставрации Мэйдзи в 1867 году) поездки в пределах страны регулировались с помощью путевых станций (сюкуба), городков, где путешественники должны были предоставить соответствующие документы. На станциях имелись носильщики, конюшни, а на часто посещаемых маршрутах также места для проживания и питания.

### Иностранный туризм
С 1641 по 1853 годы в Японии существовала политика самоизоляции, проводимая правящим в стране сёгунатом Токугава. За это время Япония была закрытой для иностранцев страной, поэтому иностранного туризма в Японии не существовало. После реставрации Мэйдзи и строительства национальной железнодорожной сети, туризм стал более доступной перспективой, как для японских граждан, так и для зарубежных гостей, которые могли въезжать в Японию на законных основаниях.

## Туристы по странам
В 2017 году Японию посетили 28 690 900 иностранных туристов.
| Место | Страна               | Туристов в 2017 | Прирост 2016 к 2017 | Туристов в 2016 | Прирост 2015 к 2016 | Туристов в 2015 | Прирост 2014 к 2015 |
| ----- | -------------------- | --------------- | ------------------- | --------------- | ------------------- | --------------- | ------------------- |
| 1     | Китай                | 7 355 800       | 15,4 %              | 6 373 000       | 27,6 %              | 4 993 689       | 107,3 %             |
| 2     | Республика Корея     | 7 140 200       | 40,3 %              | 5 090 300       | 27,2 %              | 4 002 095       | 45,3 %              |
| 3     | Китайская Республика | 4 564 100       | 9,5 %               | 4 167 400       | 13,3 %              | 3 677 075       | 29,9 %              |
| 4     | Гонконг              | 2 231 500       | 21,3 %              | 1 839 200       | 20,7 %              | 1 524 292       | 64,6 %              |
| 5     | США                  | 1 375 000       | 10,6 %              | 1 242 700       | 20,3 %              | 1 033 258       | 15,9 %              |
| 6     | Таиланд              | 987 100         | 9,5 %               | 901 400         | 13,1 %              | 796 731         | 21,2 %              |
| 7     | Австралия            | 496 100         | 11,2 %              | 445 200         | 18,4%               | 376 075         | 24,3 %              |
| 8     | Малайзия             | 439 500         | 11,5 %              | 394 200         | 29,1 %              | 305 447         | 22,4 %              |
| 9     | Филиппины            | 424 200         | 21,9 %              | 347 800         | 29,6 %              | 268 361         | 45,7 %              |
| 10    | Сингапур             | 404 100         | 11,7%               | 361 800         | 17,2 %              | 308 783         | 35,5 %              |
|       | Всего                | 28 690 900      | 19,3 %              | 24 039 053      | 21,8 %              | 19 737 409      | 47,1 %              |